# Вулька-Косовська
Вулька-Косовська (пол. Wólka Kosowska) — село в Польщі, у гміні Лешноволя Пясечинського повіту Мазовецького воєводства.
Населення — 769 осіб (2011).
У 1975-1998 роках село належало до Варшавського воєводства.

## Демографія
Демографічна структура станом на 31 березня 2011 року:
|          | Загалом | Допрацездатний вік | Працездатний вік | Постпрацездатний вік |
| -------- | ------- | ------------------ | ---------------- | -------------------- |
| Чоловіки | 405     | 87                 | 289              | 29                   |
| Жінки    | 364     | 94                 | 230              | 40                   |
| Разом    | 769     | 181                | 519              | 69                   |